# Castrotierra de Valmadrigal
Castrotierra de Valmadrigal är en kommun i Spanien.   Den ligger i provinsen Provincia de León och regionen Kastilien och Leon, i den norra delen av landet, 250 km nordväst om huvudstaden Madrid. Antalet invånare är 116. Arean är 23,5 kvadratkilometer. Castrotierra de Valmadrigal gränsar till Valverde-Enrique, Santa Cristina de Valmadrigal, Vallecillo, Joarilla de las Matas, El Burgo Ranero, Bercianos del Real Camino, Villamontán de la Valduerna och Riego de la Vega. 
Terrängen i Castrotierra de Valmadrigal är platt.